# Gnophomyia vilis
Gnophomyia vilis är en tvåvingeart som beskrevs av Alexander 1931. Gnophomyia vilis ingår i släktet Gnophomyia och familjen småharkrankar.
Artens utbredningsområde är Colombia. Inga underarter finns listade i Catalogue of Life.